# Akvilejski patrijarhat
Akvilejski patrijarhat (patrijaršija) (tal. patriarcato di Aquileia, Patria del Friuli, furl. Patrie dal Friûl) bila je bivša država (principat) u sjevernoj Italiji. Postojala je od 1077. do 1445. Postojala je i istoimena crkvena upravna jedinica sve dok nije službeno ukinuta 1752. godine. U crkvenom smislu postojale su metropolija Akvileje i dijeceza koja je bila pod izravnom kanonskom jurisdikcijom akvilejskog biskupa. Na čelu je bio patrijarh Akvileje. Vlast u svojoj dijecezi patrijarh je ostvarivao preko vikara.
Sjedišta patrijaršije bila su u Akvileji, Forum Iulii (današnji Cividale del Friuli) i Udine.

## Povijest
Rimska prethodnica grada Akvileje bila je Colonia Latina koju su Rimljani osnovali kao rimsku koloniju. Langobardi su 568. osvojili i opljačkali taj kraj, a biskup s dijelom stanovnika preselio se u Grado. U ranome srednjem bijeku akvilejski biskup bio je jedan od najutjecajnijih ljudi u Katoličkoj crkvi. Razorena Akvileja poslije dolazi pod Franke. Pod njihovim utjecajem život se postupno obnavlja u 8. i 9. stoljeću. Novi akvilejski biskup dobio je naslov patrijarh, a crkvena jurisdikcija protegnula se na cijelu sjevernu Italiju. Nadbiskup iz Grada, gdje se bio sklonio akvilejski biskup, dobio je crkvenu vlast nad obalom i otocima (lagunama). Patrijarh Popon (1019. – 1042.) obnovio je baziliku. Njegova se crkvena i svjetovna (feudalna) vlast protezala i na hrvatske i slovenske krajeve. Jurisdikcija mu je bila od Ljubljane do Bergama (Cadore, Koruška, Štajerska, Kranjska i dolina Bioisa, a od hrvatskih krajeva obuhvaćala je Istru i sjevernu Hrvatsku, pa, primjerice, popis župa Akvilejske patrijaršije iz 1296. godine spominje Žumberak (pod imenom Sicherberch). Smatra se da je Akvileja odnosno Akvilejska patrijaršija bila jednim od središta odakle su dolazili misionari koji su pokrštavali hrvatske krajeve. Crkva u Hrvata i hrvatski narod sa Svetom Stolicom bili su povezani od najranijih vremena, premda neizravno, preko Akvileje. Pravo izbora i posvećenja ninskih biskupa pripadala je akvilejskomu patrijarhu, a izvori bilježe da je patrijarh potvrđivao i izbor splitskog nadbiskupa. U Akvileju su hodočastili knez Branimir i kneginja Maruša, knez Trpimir i drugi velikaši iz dalmatinske i posavske Hrvatske,
Čim je Branimir prestao biti knezom, a naslijedio ga Muncimir, puknula je sveza splitske crkve s Rimom. Osamostaljenje hrvatske države od Franaka pod Mutimirom (892. – 910.) dovodi do toga da se ne spominju više franački vladari, te počela slabiti vlast akvilejske patrijaršije nad Hrvatima. U matičnim krajevima, akvilejski je patrijarh do 11. dostatno ojačao da je osigurao privremenu vlast nad Furlanijom i Akvilejom, pa je car Svetog Rimskog Carstva akvilejskom patrijarhu dao te krajeve u feudalni posjed. To je dobio za iskazanu odanost. 3. travnja 1077., Sieghardu Beilsteinskom (akvilejski patrijarh 1068. – 1077.) car Henrik IV., koji je u međuvremenu uspio restabilizirati svoju vlast, dao je feudalnu investituru odnosno naslov vojvode Furlanije, markiza Istre i kneza (principe), čime je utemeljena crkvena kneževina Akvileja, feud koji je bio izravno pod Svetim Rimskim Carstvom. Protezala se na istoku sve do krškog potoka Timave i Reke u Hrvatskoj i Sloveniji, na sjeveru do Alpa, na jugu do Jadranskog mora i na zapadu do rijeke Livence te na još nekim manjim teritorijima. Tim su činom furlanski teritoriji i grad Akvileja odvojeni od Marke Verone i Akvileje čime je ustanovljena državna jedinica Crkveni principat Akvileje, feud koji je bio izravno pod upravom cara Svetoga Rimskog Carstva, a koji je vodio knez-patrijarh.
U prvoj polovici 11. stoljeća patrijarh je predvodio obnovu Akvileje koja od tad nosio ime Aglei, Aglaj, hrvatski Oglej, slovenski Oglaj. Okolno se plemstvo nije mirilo s patrijarhovom vlašću pa je to bilo stalnim razlogom teritorijalnih razmirica. Duge su bile borbe s Mlečanima (1206.) zatim s Trevisom koji je štitio pobunjene furlanske plemiće, zbog čega je pala moć akvilejske države, a tome je pridonijela i malarija koja je desetkovala priobalna močvarna područja.
Od 13. stoljeća, sufraganske biskupije bile su:
- mantovska biskupija;
- comska biskupija (za shizme "triju kapitula" ova je biskupija stala uz akvilejske shizmatične patrijarke, te se odcijepila od milanske provincije i pripojila

akvilejskoj);
- trentska nadbiskupija;
- veronska biskupija;
- vicenska biskupija;
- padovska biskupija;
- trviška biskupija;
- biskupija Concordia-Pordenone;
- cenedska biskupija;
- feltrska biskupija;
- bellunska biskupija;
- pulska biskupija;
- porečka biskupija;
- pedenska biskupija;
- tršćanska biskupija;
- koparska biskupija;
- novigradska biskupija.

Patrijaršija je iz mletačko-ugarskih ratova (1411. – 1413.) izašla znatno oslabljena. Već 1420. mletačke snage napale su patrijaršiju. Patrijarh Ljudevit Teck je neuspješno pokušao vratiti te teritorije. Posjedi bivše crkvene kneževine prešli su pod vlast Mletačke Republike koja ih je inkorporirala u svoje Kopneno zaleđe (Terraferma) kao autonomni entitet Patria del Friuli.  1445. papa Eugen IV. priznao je patrijarsima jedino gospodstvo nad Akvilejom koja se dotad smanjila na jadno selo. Tako je bilo sve do 1509. kad su Habsburzi osvojili ove krajeve, čime ih je činilo ustupiti činjenicu privremene moći svojih patrijarha koji su ostali gospodarima Pordenonea, Codroipa, San Danielea i San Vita. 
Zbog teških kontroverzija između Mletaka i Austrije zbog imenovanja metropolita, intervenirao je papa. Dana 6. srpnja 1751. papa Benedikt XIV. ukinio je akvilejsku patrijaršiju bulom Iniuncta nobis. Umjesto nje podignute su udinska nadbiskupija dana posljednjem patrijarhu Danijelu Dolfinu i gorička nadbiskupija načinom kojim se riješio problem jedinstva dijeceza koje su bile podijeljene izmešu austrijske i mletačke jurisdikcije. Ovo je značilo "declassamento" Udina, koje prije nisu bile sjedište patrijaršije, nego samo mjesto boravka patrijarha, a sad su postale pravo nadbiskupijsko sjedište, te podizanje Gorice koje je do tog trena bila samo arhiđakonat unutar velike akvilejske dijeceze. 19. siječnja 1752. dio patrijaršije dan je onom ljubljanskom.